# Menggenbulage
Menggenbulage (kinesiska: 孟根布拉格, 孟根布拉格苏木) är en socken i Kina. Den ligger i den autonoma regionen Inre Mongoliet, i den norra delen av landet, omkring 660 kilometer väster om regionhuvudstaden Hohhot.
Genomsnittlig årsnederbörd är 173 millimeter. Den regnigaste månaden är juni, med i genomsnitt 42 mm nederbörd, och den torraste är december, med 1 mm nederbörd.